# باغ فردوس، پنج بعدازظهر
باغ فردوس، پنج بعدازظهر فیلمی به کارگردانی، تهیه‌کنندگی و نویسندگی سیامک شایقی محصول سال ۱۳۸۴ است.
این فیلم در تاریخ ۸ شهریور ۱۳۸۵ در سینماهای ایران اکران شده‌است.

## خلاصه فیلم
دریا دختری جوان، پرشور، باهوش و با استعدادی فراوان از مشکلات روانی رنج می‌برد. مشکلات روانی او که ریشه در شرایط خانوادگی او دارد به تدریج در رویارویی با آدم‌های دور و برش در جامعه گسترش می‌یابد. با ورود یک دکتر روانشناس به زندگی دریا ماجراها شکلی دیگر به خود می‌گیرد و…

## جشنواره‌ها
فیلم باغ فردوس، پنج بعدازظهر در بیست و چهارمین دوره جشنواره فیلم فجر (۱۳۸۴) در بخش بهترین طراحی صحنه و لباس (فاضل ژیان) یکی از کاندیدا این دوره از مسابقات بوده‌است.
همچنین این فیلم در نهمین دوره جشن خانه سینما (۱۳۸۴) در دو بخش بهترین کارگردانی (سیامک شایقی) و بهترین فیلمبرداری (غلامرضا آزادی‌بروجنی) نیز کاندید بوده‌است.